# Vila-rodona
Vila-rodona ist eine katalanische Gemeinde in der Provinz Tarragona im Nordosten Spaniens. Sie liegt in der Comarca Alt Camp.

## Geographische Lage
Vila-rodona liegt etwa 25 Kilometer nordöstlich von Tarragona am Oberlauf des Gaià und hat 1.374 Einwohner (Stand: 2024).

## Persönlichkeiten
- Ramón Calderé (* 1959), Fußballtrainer und -spieler